# Саша Живковић
Саша Живковић (Ваљево, 1961) је српски ликовни уметник и стрипар. Одрастао је у Београду, живи и ради у Немачкој. Са Зораном Туцићем, Вујадином Радовановићем и Радетом Товладијцем, оснивач је уметничке групе „Баухаус 7“ која је зачета 1981. у Београду.
У YU стрип магазину је током 1980-их објављивао серијал „Црно злато“ по сценарију Александра Тимотијевића, али и краће стрипове („Лош дан у 13 слика“, „Пушачи краће живе“) као и насловне стране. Сарађивао је и са београдским часописом Happy Metal.
Од 1987. живи у Немачкој, где ради илустрације и графике, филмски дизајн и анимације. Клијенти су му магазини, позоришне трупе, филмске и мултимедијалне продукције, комерцијални сектор и музичка индустрија.
Награђиван је за дизајн и анимацију, укључујући и музичке и рекламне спотове рађене у сарадњи са редитељем Зораном Бихаћем.